# 더 위스퍼스
《더 위스퍼스》(영어: The Whispers)는 2015년 6월 1일부터 동년 8월 31일까지 ABC에서 방영된 드라마이다.